# 下顎第二大臼歯
下顎第二大臼歯（かがくだいにだいきゅうし、Mandibular second molar）は下顎第一大臼歯の遠心にある大臼歯。
近心側隣接歯：下顎第一大臼歯
遠心側隣接歯：下顎第三大臼歯となっているが、下顎第三大臼歯が正常に萌出しない、あるいは先天的に欠損している人が、近年増えてきており、これらの人々にとっては、この歯が最遠心の歯となる
対合歯：上顎第一大臼歯と上顎第二大臼歯
下顎第二大臼歯の歯の機能は他の臼歯と同様、咀嚼中に粉砕することである。通常は下顎第一大臼歯と同様に五咬頭で二つは頬側、二つは舌側、残りの一つは遠心側に有る。ただし、遠心側の咬頭が欠如して四咬頭になっている場合も多い。下顎乳臼歯と機能は似ているが、形態は大きく異なる。また、大臼歯より前の全ての歯と異なっている。
2.5～3歳で石灰化を開始し、歯冠の完成は7～8歳頃、11～13歳で口腔に萌出し、14～16歳頃に歯根が完成する。
日本では一般的に、左側を左下7番（表記は┌の中に7を入れた物）、右側を右下7番（表記は┐の中に7を入れた物）と呼ぶが、この他、左側を18、右側を31とする表記法や、左側を37、右側を47とする表記法も国際的に知られる。